# Dendrobium porphyrochilum
Dendrobium porphyrochilum är en orkidéart som beskrevs av John Lindley. Dendrobium porphyrochilum ingår i släktet Dendrobium, och familjen orkidéer. Inga underarter finns listade i Catalogue of Life.